# Strangers in the Wind
Strangers in the Wind — восьмий студійний альбом шотландської групи Bay City Rollers, який був випущений восени 1978 року.

## Композиції
1. Another Rainy Day in New York City
2. All of the World Is Falling in Love
3. Where Will I Be Now
4. Back on the Street
5. Strangers in the Wind
6. Love Brought Me Such A Magical Thing
7. If You Were My Woman
8. Every Tear I Cry
9. Shoorah Shoorah For Hollywood
10. When I Say I Love You (The Pie)

## Склад
- Лес Макковн: вокал
- Ерік Фолкнер: гітара
- Стюарт «Вуді» Вуд: бас, гітара
- Дерек Лонгмаєр: ударні
- Алан Лонгмаєр: гітара

## Чарти
| Чарти (1978)                          | Найвища позиція |
| ------------------------------------- | --------------- |
| Australian Albums (Kent Music Report) | 61              |
| Japanese Albums (Oricon)              | 5               |
| США Billboard 200                     | 129             |